# شلفين ماك
شلفين ماك (بالإنجليزية: Shelvin Mack)‏ مواليد 22 أبريل 1990، هو لاعب كرة سلة أمريكي يلعب مع فريق أتلانتا هوكس في الرابطة الوطنية لكرة السلة ويحمل الرقم 8. يبلغ طوله 6 قدم 3 بوصة (1.9 م).

## فرق لعب لها
- واشنطن ويزاردز
- واشنطن ويزاردز
- فيلادلفيا سفنتي سيكسرز
- أتلانتا هوكس

## روابط خارجية
- شلفين ماك على موقع الاتحاد الدولي لكرة السلة (الإنجليزية)
- شلفين ماك على موقع إن بي أي (الإنجليزية)
- شلفين ماك على موقع سبورتس رفرنس (الإنجليزية)
- شلفين ماك على موقع كرة السلة الأوروبية.كوم (الإنجليزية)
- شلفين ماك على موقع إي إس بي إن.كوم (الإنجليزية)
- شلفين ماك على موقع كلية كرة السلة في سبورتس رفرنس.كوم (الإنجليزية)
- شلفين ماك على موقع ريلجم (الإنجليزية)
- شلفين ماك على موقع بروبوليرز (الإنجليزية)
- شلفين ماك على موقع سبورتس رفرنس (الإنجليزية)
- شلفين ماك على موقع سبورتس رفرنس (الإنجليزية)